# مطار أم دام
مطار أم دام (بالفرنسية: Piste aérienne d'Am Dam)‏ هو مطار للاستخدام العام يقع بالقرب من أم دام، سيلا، تشاد.

## روابط خارجية
- سجل المطار لمطار أم دام في Landings.com